# Хэвенхёрст
«Хэвенхёрст» (англ. Havenhurst) — американский фильм ужасов 2016 года, снятый режиссёром Эндрю С. Эрином. В главной роли — Джули Бенц.

## Сюжет
Джеки, молодая женщина, проходящая курс лечения от алкоголизма, разыскивает свою неожиданно исчезнувшую лучшую подругу. Поиски приводят её в Хэвенхёрст, старинный особняк в Нью-Йорке. Из-за строгих правил, предъявляемых постояльцам, попасть туда невероятно сложно. Но намного сложнее — выбраться оттуда живым.
Джеки, проходящая курс лечения от алкоголизма, переезжает в Хэвенхёрст, старый готический жилой комплекс в Нью-Йорке, которым управляют Элеонора Маджет и её сын Эзра, который служит в качестве обслуживающего персонала здания. Джеки предупреждают, что она должна оставаться трезвой, пока живёт там, или её выселят.
Джеки начинает искать улики о своей исчезнувшей подруге, предыдущей арендаторше Хэвенхёрста Даниэль, не подозревая, что она была жестоко убита вместе со своим бойфрендом-наркоманом Джейсоном после получения уведомления о выселении. Джеки знакомится с некоторыми обитателями здания, в частности с молодой девушкой по имени Сара, которая живёт со своими приёмными родителями Тэмми, официанткой, работающей по ночам, и Уэйном, жестоким алкоголиком. Позже она слышит, как соседку Паулу убивают за то, что она вернулась к проституции. Джеки сообщает о случившемся своему другу-детективу Тиму Кроуфорду.
Она обнаруживает незаконченную карту, которую Даниэль создала перед своей смертью. Карта показывает, что здание гораздо больше, чем кажется, так как в нём есть несколько секретных комнат. Сара даёт Джеки камеру Даниэль, которая содержит плёнку, которую Джеки проявляет. Позже на Сару нападает Уэйн, которого похищает другой сын Элеоноры Джед. Джед-серийный убийца, который использует секретные комнаты, чтобы скрыть свои преступления. Это он убивает тех, кто получил уведомление о выселении. Тэмми становится одной из жертв Джеда. Обнаружив их квартиру в крови, Джеки пытается показать Тиму квартиру в качестве доказательства, только для того, чтобы она была убрана до его прибытия. Она решает начать пить, чтобы получить уведомление о выселении и узнать секреты здания.
Джеки вместе с Сарой, которая теперь живёт с ней, обнаруживают секретный проход в прачечной, который ведёт в комнату, содержащую записи, показывающие, что Элеонора и её дети являются потомками серийного убийцы Х. Х. Холмса и являются наследниками его убийственного характера. Они были обнаружены убийственной семьёй и преследовались по всему зданию, не имея возможности уйти. Джеки зовёт Тима на помощь, но Сара оказывается в плену. Ей удаётся спасти Сару и помочь ей выбраться из здания, но она сама попадает в плен и, предположительно, погибает.
Вскоре после этого приходит Тим с несколькими полицейскими, но ничего не может сделать, так как нет никаких видимых доказательств того, что исчезновения носят зловещий характер. Элеонора убеждает Сару присоединиться к её семье (со всеми вытекающими последствиями), и Сара соглашается.

## В ролях
- Джули Бенц — Джеки
- Белль Шусе — Сара
- Фионнула Флэнаган — Элеанора Маджетт
- Даниэль Харрис — Даниэль Хэмптон
- Джош Стэмберг — Тим
- Дженнифер Блэнк — Паула Сент-Клер
- Мэтт Ласки — Эзра
- Тоби Хасс — Уэйн

## Критика
- Dan Franzen. Movie Review: Havenhurst (2016)
- Dennis Harvey. Film Review: ‘Havenhurst’, Variety
- Staci Layne Wilson. Havenhurst (2017)